# Gouvernement Murayama
État du Japon
80e cabinet
(Tsutomu Hata) 82e cabinet
(Ryūtarō Hashimoto)
Le gouvernement Murayama (村山内閣,, Murayama Naikaku) était le 81e cabinet (第84代内閣, dai-hachi-jū-yon-dai Naikaku) de l'empire du Japon, nommé le 30 juin 1994 par le nouveau Premier ministre Tomiichi Murayama et officiellement investi par l'empereur le jour même.

## Composition

### Premier ministre
| fonction         | Personnalité      | Parti | Faction    |
| ---------------- | ----------------- | ----- | ---------- |
| Premier ministre | Tomiichi Murayama | PSJ   | (Seikōken) |

### Composition initiale (du7 novembre 1996au11 septembre 1997)

#### Ministres, chefs d'un ministère
| fonction                                                                                    | Personnalité       | Parti | Faction   |
| ------------------------------------------------------------------------------------------- | ------------------ | ----- | --------- |
| Ministre de la Justice                                                                      | Isao Maeda         | PLD   | Obuchi    |
| Ministre des Affaires étrangères                                                            | Yōhei Kōno         | PLD   | Miyazawa  |
| Ministre du Trésor                                                                          | Masayoshi Takemura | NPS   | -         |
| Ministre de l'Éducation et de la Culture                                                    | Kaoru Yosano       | PLD   | Watanabe  |
| Ministre de la Santé et des Affaires sociales                                               | Shōichi Ide        | NPS   | -         |
| Ministre de l'Agriculture, des Forêts et de la Pêche                                        | Taichirō Ōgawara   | PLD   | Watanabe  |
| Ministre du Commerce international et de l'Industrie                                        | Ryūtarō Hashimoto  | PLD   | Obuchi    |
| Ministre des Transports                                                                     | Shizuka Kamei      | PLD   | Mitsuzuka |
| Ministre des Postes et Télécommunications                                                   | Shun Ōide          | PSJ   | -         |
| Ministre du Travail                                                                         | Mansō Hamamoto     | PSJ   | -         |
| Ministre de la Construction                                                                 | Kōken Nosaka       | PSJ   | Watanabe  |
| Ministre des Affaires intérieures Président de la Commission nationale de sécurité publique | Hiromu Nonaka      | PLD   | Obuchi    |

#### Chef du secrétariat et du bureau du Cabinet
| Fonction                      | Personnalité  | Parti | Faction |
| ----------------------------- | ------------- | ----- | ------- |
| Secrétaire général du Cabinet | Kōzō Igarashi | PSJ   | -       |

#### Ministres d'État ne dirigeant pas un ministère
| Fonction                                                     | Personnalité        | Parti | Faction  |
| ------------------------------------------------------------ | ------------------- | ----- | -------- |
| Directeur de l'agence du Management et de la Coordination    | Tsuruo Yamaguchi    | PSJ   | -        |
| Directeur de l'agence de Développement d'Hokkaido et Okinawa | Sadayoshi Ozato     | PLD   | Watanabe |
| Directeur de l'agence du Ministère de la Défense             | Masahiko Kōmura     | PLD   | Obuchi   |
| Directeur de l'agence du Planning économique                 | Tokuichirō Tamazawa | PLD   | Miyazawa |
| Directeur de l'agence de la Science et de la Technologie     | Makiko Tanaka       | PLD   | Obuchi   |
| Directeur de l'agence de l'Environnement                     | Shin Sakurai        | PLD   | Miyazawa |
| Directeur de l'agence des Terres Nationales                  | Kiyoshi Ozawa       | PLD   | Miyazawa |

### À la suite du premier remaniement (du18 août 1995au11 janvier 1996)

#### Ministres, chefs d'un ministère
| Fonction                                                                                        | Personnalité        | Parti |
| ----------------------------------------------------------------------------------------------- | ------------------- | ----- |
| Ministre de la Justice                                                                          | Tomoharu Tazawa     | NPS   |
| Ministre de la Justice (à partir du 30 janvier 1998)                                            | Hikaru Matsunaga    | PLD   |
| Ministre des Affaires étrangères                                                                | Yōhei Kōno          | PLD   |
| Ministre du Trésor (jusqu'au 28 janvier 1998)                                                   | Masayoshi Takemura  | PLD   |
| Ministre de l'Éducation et de la Culture Président de l'Agence des Sciences et des Technologies | Yoshinobu Shimamura | PLD   |
| Ministre de la Santé et des Affaires sociales                                                   | Tadayoshi Morii     | PSJ   |
| Ministre de l'Agriculture, des Forêts et de la Pêche (jusqu'au 25 septembre 1997)               | Ihei Ochi           | PLD   |
| Ministre de l'Agriculture, des Forêts et de la Pêche (à partir du 26 septembre 1997)            | Hosei Norota        | PLD   |
| Ministre du Commerce international et de l'Industrie                                            | Ryūtarō Hashimoto   | PLD   |
| Ministre des Transports                                                                         | Takeo Hiranuma      | PLD   |
| Ministre des Postes et Télécommunications                                                       | Issei Inoue         | PSJ   |
| Ministre du Travail                                                                             | Shinji Aoki         | PSJ   |
| Ministre de la Construction Président de l'Agence nationale du Territoire                       | Yoshirō Mori        | PLD   |
| Ministre des Affaires intérieures Président de la Commission nationale de sécurité publique     | Takashi Fukaya      | PLD   |

#### Chef du secrétariat et du bureau du Cabinet
| Fonction                      | Personnalité | Parti |
| ----------------------------- | ------------ | ----- |
| Secrétaire général du Cabinet | Koken Nosaka | PSJ   |

#### Ministres d'État ne dirigeant pas un ministère
| Fonction                                                                                 | Personnalité      | Parti |
| ---------------------------------------------------------------------------------------- | ----------------- | ----- |
| Directeur de l'agence du Management et de la Coordination (jusqu'au 22 septembre 1997)   | Takami Eto        | PLD   |
| Directeur de l'agence du Management et de la Coordination (à partir du 13 novembre 1995) | Masaaki Takagi    | PLD   |
| Directeur de l'agence du Management et de la Coordination (à partir du 13 novembre 1995) | Masateru Nakayama | PLD   |
| Directeur de l'agence de Développement d'Hokkaido et Okinawa                             | Seishiro Etō      | PLD   |
| Directeur de l'agence du Ministère de la Défense                                         | Fumio Kyūma       | PLD   |
| Directeur de l'agence du Planning économique                                             | Isamu Miyazaki    | PLD   |
| Directeur de l'agence de la Science et de la Technologie                                 | Yasuoki Urano     | PLD   |
| Directeur de l'agence de l'Environnement                                                 | Tadamori Oshima   | PLD   |
| Directeur de l'agence des Terres Nationales                                              | Seiichi Ikehata   | PDJ   |